# Anna Guerásimova
Anna Gueorguievna Guerasimova (en ruso: А́нна Гео́ргиевна Гера́симова, nacida el 19 de abril de 1961 en Moscú), también conocida por su apodo Umka, es una cantante y compositora rusa, líder del grupo Umka y Bronevik. También es poeta, traductora literaria, investigadora de literatura, amante de los viajes, y una figura importante en el movimiento hippie ruso.

## Formación
Se graduó en Traducción por el Instituto de Literatura Maksim Gorki en 1978. A partir de 1983, Guerasimova publicó artículos académicos sobre la historia de la literatura de vanguardia rusa, incluyendo el legado de los miembros de OBERIU, Alexander Vvedensky, Daniil Kharms y Konstantin Vaginov, sobre el que escribió la tesis doctoral, que completó en 1989. De hecho, entre 1988 y 1995 se centró en su trabajo académico: ha editado varias publicaciones de sus trabajos previos no publicados.

## Canciones
Las canciones escritas y cantadas por Umka se volvieron conocidas entre los hippies soviéticos desde el 1986. En 1986-87 grabó cinco álbumes caseros con diferentes músicos, y estos álbumes se han extendido ampliamente en casetes en la URSS y en el extranjero.
Tras un paréntesis iniciado en 1988 para hacer investigación y traducciones, en 1995 volvió a actuar y a componer canciones. Comenzó a actuar con músicos ocasionales en varios conciertos y grabó varios álbumes caseros. Finalmente, su banda se ganó el nombre de Bronevichok ("Pequeño vehículo blindado "; en 2005 el nombre se cambió a Bronevik, "Vehículo blindado").
El primer álbum de estudio que lanzaron Umka & Bronevichok fue en casete en 1997 y el primer disco compacto, titulado The CD, fue lanzado en 1998. Durante estos años han sido considerados generalmente como músicos 'underground', aunque nunca han querido mantenerse en la sombra.  
Desde 1998, han lanzado alrededor de 20 álbumes en CD. Umka y su banda viajan mucho; hicieron giras en muchas ciudades de la antigua URSS y en muchos países extranjeros (Estados Unidos, Reino Unido, Israel, Alemania, Países Bajos). El número total de canciones publicadas es superior a 250; muchas canciones nunca fueron lanzadas.

## Traducciones literarias
La traducción literaria y poética fue el área principal de investigación de Anna Guerasimova durante sus estudios en el Instituto de Literatura Maksim Gorki. Publicó traducciones del alemán, inglés, francés, pero principalmente del lituano ( Tomas Venclova, Gintaras Patackas, Antanas A. Jonynas, Henrikas Radauskas). 
Sus traducciones publicadas más importantes incluyen The Dharma Bums de Jack Kerouac (1994) y Big Sur (2002). También ha traducido varios libros autobiográficos y entrevistas de músicos de rock británicos y estadounidenses: Keith Richards, Iggy Pop, Frank Zappa, Maureen Tucker y otros. 

## Vida personal
Guerasimova estuvo casada con el escritor Yegor Radov de 1981 a 1986 con quien tuvo un hijo, Alekséi Radov.